# Bobby Wanzer
Robert Francis Wanzer, detto Bobby (Brooklyn, 4 giugno 1921 – Pittsford, 23 gennaio 2016), è stato un cestista e allenatore di pallacanestro statunitense, professionista nella NBL, nella BAA e nella NBA.

## Carriera
Venne selezionato dai Rochester Royals al primo giro del Draft BAA 1948 (10ª scelta assoluta).

## Palmarès

### Giocatore
- Campionato NBA: 1

Rochester Royals: 1951
- 3 volte All-NBA Second Team (1952, 1953, 1954)
- 5 volte NBA All-Star (1952, 1953, 1954, 1955, 1956)
- Miglior tiratore di liberi NBA (1952)

### Allenatore
- Allenatore all'NBA All-Star Game (1957)